# Reinhard Goering
Reinhard Goering (n. 23 iunie 1887, lângă Fulda - d. 14 octombrie 1936, lângă Jena) a fost un scriitor german.
Născut la Castelul Bieberstein, care este situat în apropiera orașului Fulda din landul Hessa, Goering și-a pierdut părinții încă fiind copil: tatăl lui, care era funcționar de stat, s-a sinucis, după care mama și-a pierdut mințile. La vârsta de 10 ani ajunge într-un internat din orașul Traben-Trarbach. După ce își ia bacalauratul în 1905 este ajutat de rude să își termine studiile de medicină. A trăit mai mulți ani la Davos în Elveția, fiind bolnav de plămâni. Este notabil mai ales pentru dramele expresioniste pe care le-a scris. Astfel piesa Seeschlacht (Bătălie navală), scrisă în 1917 și înscenată de Max Reinhart în 1918, a generat numeroasee discuții. Pentru Die Südpolexpedition des Kapitäns Scott (Expediția la Polul Sud a căpitanului Scott) a primit Premiul Kleist.
S-a sinucis în 1936 la Bucha lângă Jena în Turingia.

## Lucrări
- Jung Schuk, roman, 1913
- Seeschlacht (Bătălie navală), dramă, 1917
- Der Erste (Primul), piesă de teatru, 1918
- Die Retter (Salvatorii), dramă, 1919
- Dahin? (Încolo?), ultima prelucrare a dramei "Die Retter", 1919
- Scapa Flow, piesă de teatru, 1919
- Der Zweite (Al doilea), dramă, 1919
- Die Südpolexpedition des Kapitäns Scott (Expediția la Polul Sud a căpitanului Scott), piesă în trei părți, 1930
- Das Opfer (Victima), libret pentru o operă de Winfried Zillig, 1937

## Premii
- 1922 Premiul Schiller
- 1929 Premiul Kleist